# Potencia eléctrica

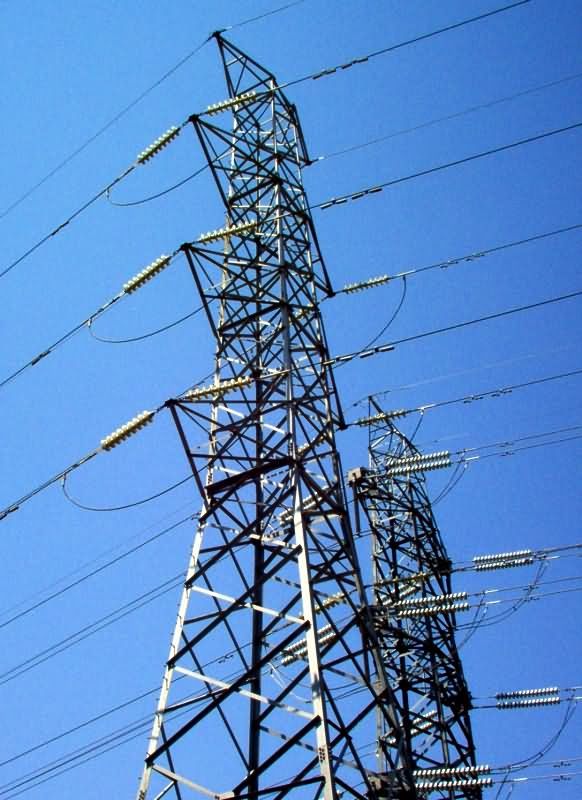
La energía eléctrica de alta tensión se transmite por líneas sobre torres.

La potencia eléctrica es la proporción por unidad de tiempo, o ritmo, con la cual la energía eléctrica es transferida por un circuito eléctrico, es decir, la cantidad de energía eléctrica entregada o absorbida por un elemento en un momento determinado. La unidad en el Sistema Internacional de Unidades es el vatio o watt (W).
Cuando una corriente eléctrica fluye en cualquier circuito, puede transferir energía al hacer un trabajo mecánico o termodinámico. Los dispositivos convierten la energía eléctrica de muchas maneras útiles, como calor, luz (lámpara incandescente), movimiento (motor eléctrico), sonido (altavoz) o procesos químicos. La electricidad se puede producir mecánica o químicamente por la generación de energía eléctrica, o también por la transformación de la luz en las células fotoeléctricas. Por último, se puede almacenar químicamente en baterías.
La tensión eléctrica se puede definir como el trabajo por unidad de carga ejercido por el campo eléctrico sobre una partícula cargada para moverla entre dos posiciones determinadas. La tensión es independiente del camino recorrido por la carga y depende exclusivamente del potencial eléctrico entre dos puntos del campo eléctrico.

## Teoría de potencia en corriente continua
Cuando se trata de corriente continua (CC) la potencia eléctrica desarrollada en un cierto instante por un dispositivo de dos terminales, es el producto de la diferencia de potencial entre dichos terminales y la intensidad de corriente que pasa a través del dispositivo. Por esta razón la potencia es proporcional a la corriente y a la tensión.
Esto es,

(1){\displaystyle P={\frac {dw}{dt}}={\frac {dw}{dq}}\cdot {\frac {dq}{dt}}=U\cdot I\,}

donde I es el valor instantáneo de la intensidad de corriente y U es el valor instantáneo de la tensión. Si I se expresa en amperios y U en voltios(V), P estará expresada en vatios(W). Igual definición se aplica cuando se consideran valores promedio para I, U y P.
Cuando el dispositivo es una resistencia de valor R o se puede calcular la resistencia equivalente del dispositivo, la potencia también puede calcularse como,

(2){\displaystyle P=R\cdot I^{2}={U^{2} \over R}}

recordando que a mayor resistencia, menor corriente por ser dos magnitudes proporcionalmente inversas.

## Teoría clásica de potencia en corriente alterna

### Potencia en sistemas monofásicos
Cuando se trata de corriente alterna (AC) sinusoidal, el promedio de potencia eléctrica desarrollada por un dispositivo de dos terminales es una función de los valores eficaces o valores cuadráticos medios, de la diferencia de potencial entre los terminales y de la intensidad de corriente que pasa a través del dispositivo.
Si a un circuito se aplica una tensión sinusoidal {\displaystyle v(t)\,\!} con velocidad angular {\displaystyle \omega \,\!} y valor de pico {\displaystyle U_{0}\,\!} de forma
{\displaystyle v(t)=U_{0}\cdot \sin(\omega t)\,\!}
Esto provocará, en el caso de un circuito de carácter inductivo (caso más común), una corriente {\displaystyle i(t)\,\!} desfasada un ángulo {\displaystyle \phi \,\!} respecto de la tensión aplicada:
{\displaystyle i(t)=I_{0}\cdot \sin(\omega t-\phi )\,\!}
Donde, para el caso puramente resistivo, se puede tomar el ángulo de desfase como cero.
La potencia instantánea vendrá dada como el producto de las expresiones anteriores:
{\displaystyle p(t)=U_{0}\cdot I_{0}\cdot \sin(\omega t)\cdot \sin(\omega t-\phi )\,\!}
Mediante trigonometría, la expresión anterior puede transformarse en la siguiente:
{\displaystyle p(t)=U_{0}\cdot I_{0}\cdot {\frac {\cos(\phi )-\cos(2\omega t-\phi )}{2}}\,\!}
Y sustituyendo los valores del pico por los eficaces:
| {\displaystyle P(t)=U_{e}\cdot I_{e}\cos(\phi )-U_{e}\cdot I_{e}\cos(2\omega t-\phi )\,\!} |

Se obtiene así para la potencia un valor constante, {\displaystyle UI\cos(\phi )\,\!} y otro variable con el tiempo, {\displaystyle UI\cos(2\omega t-\phi )\,\!}. Al primer valor se le denomina potencia activa y al segundo potencia fluctuante o reactiva.

#### Componentes de la intensidad

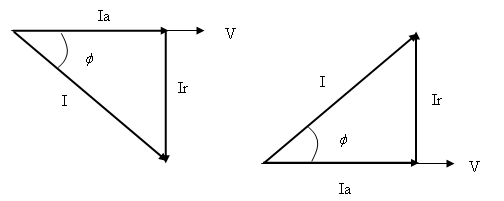
Figura 1.- Componentes activa y reactiva de la intensidad; supuestos inductivo (izquierda) y capacitivo (derecha).

Consideremos un circuito de C. A. en el que la corriente y la tensión tienen un desfase φ. Se define componente activa de la intensidad, Ia, al componente de ésta que está en fase con la tensión, y componente reactiva, Ir, a la que está en cuadratura con ella (véase Figura 1). Sus valores son:
{\displaystyle I_{a}=I\cdot \cos \phi \,\!}
{\displaystyle I_{r}=I\cdot \sin \phi \,\!}
El producto de la intensidad, I, y las de sus componentes activa, Ia, y reactiva, Ir, por la tensión, U, da como resultado las potencias aparente (S), activa (P) y reactiva (Q), respectivamente:
{\displaystyle S={\frac {1}{2}}U\cdot I^{*}=U_{RMS}\cdot I_{RMS}^{*}\,\!}

{\displaystyle P=I\cdot U\cdot \cos \phi \,\!}

{\displaystyle Q=I\cdot U\cdot \sin \phi \,\!}

#### Potencia aparente

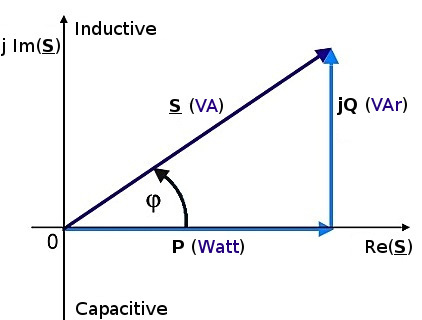
Figura 2.- Relación entre potencia activa, aparente y reactiva.

La potencia compleja de un circuito eléctrico de corriente alterna (cuya magnitud se conoce como potencia aparente y se identifica con la letra S), es la suma (vectorial) de la potencia que disipa dicho circuito y se transforma en calor o trabajo (conocida como potencia promedio, activa o real, que se designa con la letra P y se mide en vatios (W)) y la potencia utilizada para la formación de los campos eléctrico y magnético de sus componentes, que fluctuará entre estos componentes y la fuente de energía (conocida como potencia reactiva, que se identifica con la letra Q y se mide en voltiamperios reactivos (VAr)). Esto significa que la potencia aparente representa la potencia total desarrollada en un circuito con impedancia Z. La relación entre todas las potencias aludidas es:
{\displaystyle S^{2}=P^{2}+Q^{2}}
Esta potencia aparente (S) no es realmente la "útil", salvo cuando el factor de potencia es la unidad (cos φ=1), y señala que la red de alimentación de un circuito no solo ha de satisfacer la energía consumida por los elementos resistivos, sino que también ha de contarse con la que van a "almacenar" las bobinas y condensadores. Se mide en voltiamperios (VA), aunque para aludir a grandes cantidades de potencia aparente lo más frecuente es utilizar como unidad de medida el kilovoltiamperio (kVA).
La fórmula de la potencia aparente es:
{\displaystyle S=I^{*}\cdot U\,\!}

#### Potencia activa, Potencia media consumida o potencia absorbida
Es la potencia capaz de transformar la energía eléctrica en trabajo. Los diferentes dispositivos eléctricos existentes convierten la energía eléctrica en otras formas de energía tales como: mecánica, lumínica, térmica, química, etc. Esta potencia es, por lo tanto, la realmente consumida por los circuitos y, en consecuencia, cuando se habla de demanda eléctrica, es esta potencia la que se utiliza para determinar dicha demanda.
Se designa con la letra P y se mide en vatios —watt— (W) o kilovatios —kilowatt— (kW). De acuerdo con su expresión, la ley de Ohm y el triángulo de impedancias:
{\displaystyle P=I_{e}\cdot U_{e}\cdot \cos \phi =I_{e}\cdot Z\cdot I_{e}\cos \phi =I_{e}^{2}\cdot Z\cdot \cos \phi =I_{e}^{2}\cdot R\,\!}
Resultado que indica que la potencia activa se debe a los elementos resistivos.

#### Potencia reactiva inductiva
Esta potencia no se consume ni se genera en el sentido estricto (el uso de los términos "potencia reactiva generada" y/o "potencia reactiva consumida" es una convención) y en circuitos lineales solo aparece cuando existen bobinas o condensadores. Por ende, es toda aquella potencia desarrollada en circuitos inductivos.
Considérese el caso ideal de que un circuito pasivo contenga exclusivamente, un elemento inductivo (R = 0; Xc = 0 y Xl ≠ o) al cual se aplica una tensión senoidal de la forma u(t) = Umáx * sen w*t. En dicho caso ideal se supone a la bobina como carente de resistencia y capacidad, de modo que solo opondrá su reactancia inductiva a las variaciones de la intensidad del circuito. En dicha condición, al aplicar una tensión alterna a la bobina la onda de la intensidad de corriente correspondiente resultará con el máximo ángulo de desfasaje (90°). La onda representativa de dicho circuito es senoidal, de frecuencia doble a la de red, con su eje de simetría coincidiendo con el de abscisas, y por ende con alternancias que encierran áreas positivas y negativas de idéntico valor.
La suma algebraica de dichas sumas positivas y negativas da una potencia resultante nula, fenómeno que se explica conceptualmente considerando que durante las alternancias positivas el circuito toma energía de la red para crear el campo magnético en la bobina; mientras en las alternancias negativas el circuito la devuelve, y a dicha devolución se debe la desaparición temporaria del campo magnético.
Esta energía que va y vuelve de la red constantemente no produce trabajo y recibe el nombre de "energía oscilante", correspondiendo a la potencia que varía entre cero y el valor (Umáx*Imáx)/2 tanto en sentido positivo como en negativo.
Por dicha razón, para la condición indicada resulta que P = 0 y por existir como único factor de oposición la reactancia inductiva de la bobina, la intensidad eficaz del circuito vale:

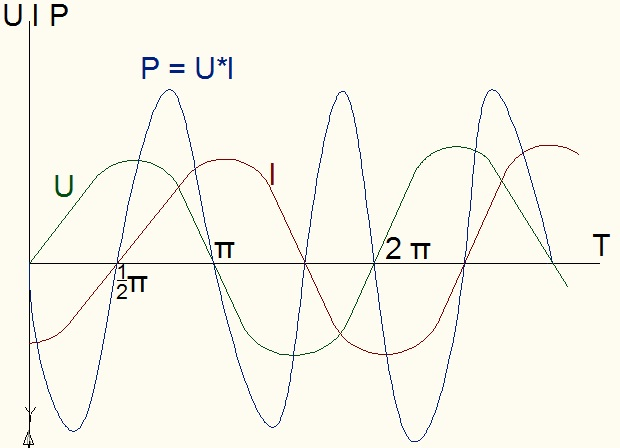
El desfasaje angular de la corriente (I) respecto de la tensión (U) es de 90º, tal como se puede apreciar en este diagrama de un circuito inductivo puro. Nótese como la sinusoide correspondiente a la Potencia (P = U*I) es positiva en las partes en que tanto I como U son positivas o negativas, y cómo es negativa en las partes en que ya sea U o I es positiva y la otra negativa.

En circuitos inductivos puros, pese a que no existe potencia activa alguna igual se manifiesta la denominada "Potencia reactiva" de carácter inductivo que vale:
{\displaystyle I={\frac {U}{X_{L}}}={\frac {U}{2\cdot \pi \cdot f\cdot L}}\,\!}
Siendo φ = 90° (Dado que la corriente atrasa con respecto de la tensión)
{\displaystyle Q_{L}=I^{2}\cdot X_{L}\,\!}
La potencia reactiva tiene un valor medio nulo, por lo que no produce trabajo y se dice que es una potencia desvatada (no produce vatios), se mide en voltiamperios reactivos (var) y se designa con la letra Q.
A partir de su expresión,
{\displaystyle Q=I\cdot U\cdot \sin \phi =I\cdot Z\cdot I\cdot \sin \phi =I^{2}\cdot Z\cdot \sin \phi =I^{2}\cdot X=I^{2}\cdot (X_{L}-X_{C})=S\cdot \sin \phi \,\!}
Lo que reafirma en que esta potencia se debe únicamente a los elementos reactivos.
Conceptualmente, la potencia reactiva es una potencia "de ida y vuelta"; es decir, cuando hay elementos que almacenan energía (condensadores y bobinas), estos están permanentemente almacenando y devolviendo la energía. El problema es que en "el viaje" se pierde algo. En un símil, como si un autobús de 50 plazas siempre estuvieran ocupadas 30 y sólo 20 personas suben y bajan. El autobús resulta de 20 plazas, pero consume como uno de 50. Esas pérdidas del viaje son las que deben evitarse compensando la potencia reactiva inductiva con la capacitiva, lo más cercano al consumo. Así lograremos que no viaje esa energía y no se pierda en el camino nada. A eso se llama compensación del factor de potencia, que debe ser lo más cercano a 1 que se pueda.

#### Potencia reactiva capacitiva
Es toda aquella potencia desarrollada en un circuito capacitivo. Considerando el caso ideal de que un circuito pasivo contenga únicamente un condensador (R = 0; Xl = 0; Xc ≠ 0) al que se aplica una tensión senoidal de la forma U(t) = Umáx*sen w*t, la onda correspondiente a la corriente I, que permanentemente carga y descarga al capacitor resultará 90° adelantada en relación con la onda de tensión aplicada.
Por dicha razón también en este caso el valor de la potencia posee como curva representativa a una onda senoidal de valor oscilante entre los valores cero y (Umáx*Imáx)/2 en sentido positivo y negativo.
Las alternancias de dicha onda encierran áreas positivas correspondientes a los períodos en que las placas del capacitor reciben la carga de la red; significando los períodos negativos el momento de descarga del capacitor, que es cuando se devuelve a la red la totalidad de la energía recibida.
En esta potencia también la suma algebraica de las áreas positivas y negativas es nula dado que dicha áreas son de igual y opuesto valor. La potencia activa vale cero, y por existir como único factor de oposición la reactancia capacitiva del circuito la intensidad eficaz que recorre al mismo vale:
{\displaystyle I={\frac {U}{X_{C}}}=U\cdot 2\cdot \pi \cdot f\cdot C\,\!}
Siendo φ = 90° (La tensión atrasa respecto de la corriente)

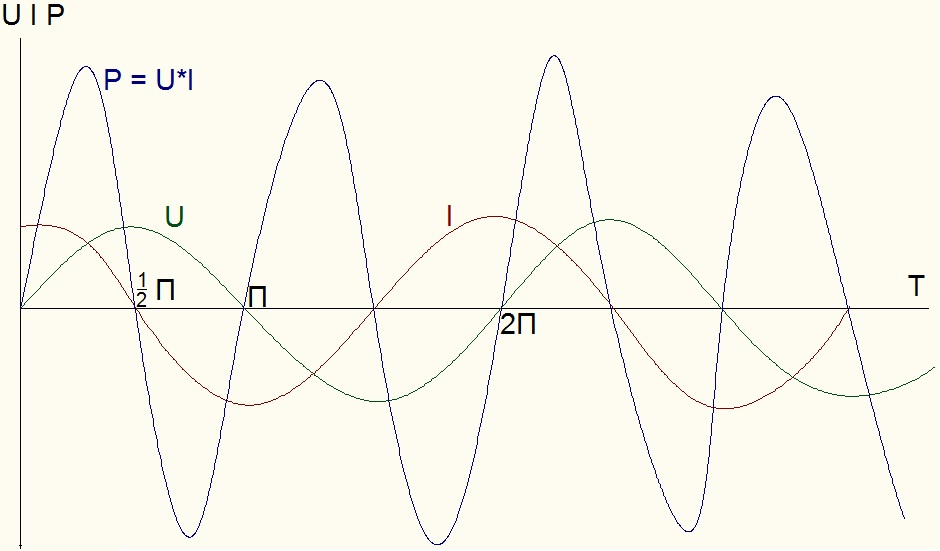
Diagrama de un circuito puramente capacitivo en el cual la tensión atrasa 90° respecto de la corriente.

En los circuitos capacitivos puros no existe potencia activa, pero si existe la potencia reactiva de carácter capacitivo que vale:
{\displaystyle Q_{C}=I^{2}\cdot X_{C}\,\!}
{\displaystyle Q_{C}=U^{2}/X_{C}\,\!}
NOTA: Según las convenciones actuales, se considera a esta Potencia Reactiva Capacitiva con un valor negativo (<0) para todas las operaciones relacionadas con las operaciones matemáticas al trabajar con potencias en corriente alterna.

#### Potencia de cargas reactivas e in-reactivas
Para calcular la potencia de algunos tipos de equipos que trabajan con corriente alterna, es necesario tener en cuenta también el valor del factor de potencia o coseno de phi ({\displaystyle cos\phi }) que poseen. En ese caso se encuentran los equipos que trabajan con carga reactiva o inductiva, es decir, aquellos aparatos que para funcionar utilizan una o más bobinas o enrollado de alambre de cobre, como ocurre, por ejemplo, con los motores eléctricos, o también con los aparatos de aire acondicionado o los tubos fluorescentes.
Las cargas reactivas o inductivas, que poseen los motores eléctricos, tienen un factor de potencia menor que “1” (generalmente su valor varía entre 0,85 y 0,98), por lo cual la eficiencia de trabajo del equipo en cuestión y de la red de suministro eléctrico disminuye cuando el factor se aleja mucho de la unidad, traduciéndose en un mayor gasto de energía y en un mayor desembolso económico.

### Potencia en sistemas trifásicos
La representación matemática de la potencia activa en un sistema trifásico equilibrado (las tres tensiones de fase tienen idéntico valor y las tres intensidades de fase también coinciden) está dada por la ecuación:
| {\displaystyle P_{3}\varphi \ ={\sqrt {3}}\cdot I\cdot U\cdot \cos \Phi \ } |

Siendo {\displaystyle I} la intensidad de línea y {\displaystyle V} la tensión de línea (no deben emplearse para esta ecuación los valores de fase). Para reactiva y aparente:
| {\displaystyle Q_{3}\varphi \ ={\sqrt {3}}\cdot I\cdot U\cdot \sin \Phi \ } |

| {\displaystyle S_{3}\varphi \ ={\sqrt {3}}\cdot I\cdot U\ } |

## Teorías modernas de la potencia eléctrica
Estuvieron dirigidas a explicar los efectos de las componentes armónicas sobre los sistemas eléctricos y los efectos de las asimetrías en la potencia eléctrica . Actualmente, se demuestra la existencia de una potencia de distorsión como resultado de lo anterior que resulta ortogonal al resto de las potencias.

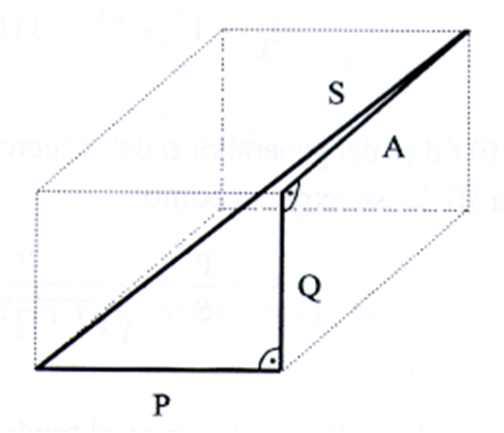
Potencia_de_asimetría

## Término de potencia
El término de potencia puede ser una cantidad fija que la compañía distribuidora eléctrica cobra al usuario en la factura eléctrica por la potencia contratada, con independencia de la energía consumida. El término de facturación de potencia resulta de multiplicar la potencia a facturar en cada período tarifario por el término de potencia correspondiente.
Existe una modalidad en la que la limitación de potencia desaparece durante el horario nocturno.
El término de potencia no existe en todos los países. Así, en Europa solo existe en algunos países del sur, siendo inexistente en los del norte.
Su existencia puede ser un lastre para el despliegue del vehículo eléctrico.